# Dürbeten

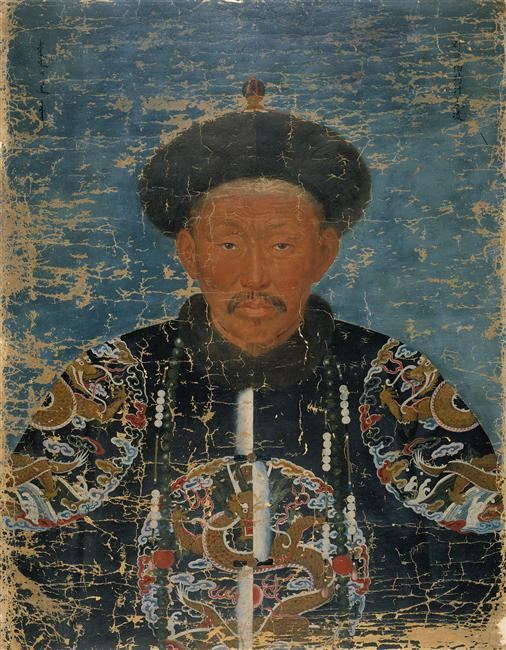
Tseren, ein Khan der Dürbeten, 1755

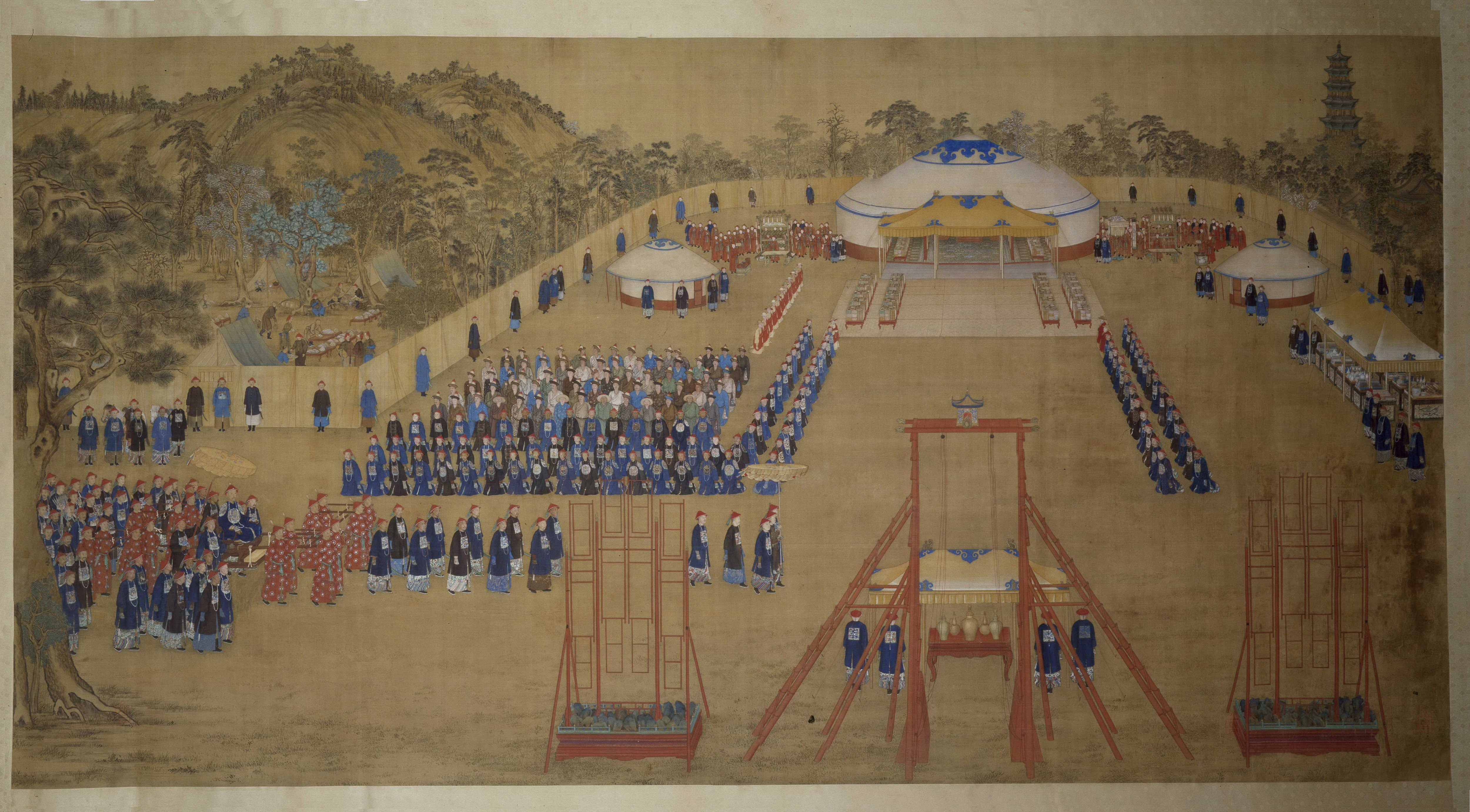
Ein Kaiser der Qing-Dynastie gibt ein Bankett für die Führer der Dürbeten, 1754

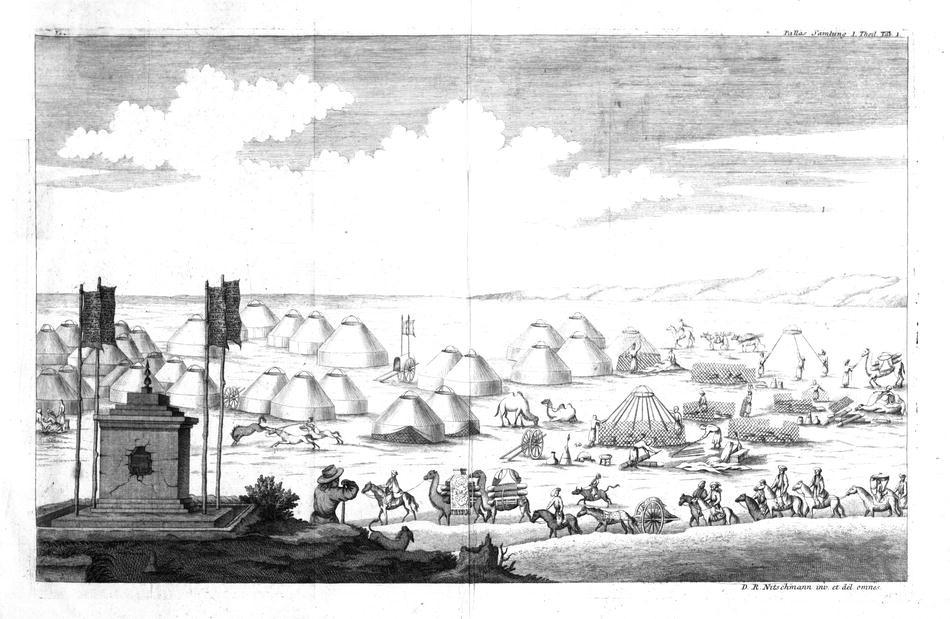
Lager der Dürbeten nahe der Wolga, 18. Jahrhundert. Im Vordergrund ein Denkmal für einen verstorbenen Lama

Die Dürbeten (Dörböd, mongolisch: Дөрвөд/Dörwöd) sind eine der vier Hauptstämme der westmongolischen Oiraten. Die anderen Stämme sind die Chorosen, Torguten und Khoshuud.
Sie lebten ursprünglich südlich des Altaigebirges und zogen ab 1600 in das Gebiet zwischen Mittel-Kasachstan und dem Balchaschsee.
2010 lebten in der Mongolei 72.403 Dürbeten.

## Persönlichkeiten
- Dayan Ombo Tayiji, 1640 Khan der Dürbeten
- Tseren, 1756-58 Khan der Dürbeten
- Jumdschaagiin Tsedenbal (1916–1991), Premierminister der Mongolischen Volksrepublik sowie als Erster Sekretär des Zentralkomitees (ZK) der Mongolischen Revolutionären Volkspartei